# Marco Bulacia Wilkinson
Marco Bulacia Wilkinson, (Santa Cruz de la Sierra, Bolivia; 27 de septiembre de 2000) es un piloto de rally boliviano que actualmente compite en el WRC-2 con un Toyota GR Yaris Rally2 siendo copilotado por el español, Diego Vallejo.

## Trayectoria
Marco Bulacia Wilkinson hizo su debut en el Campeonato Mundial de Rally en el Rally de México de 2018, compitiendo con un Ford Fiesta R5. En su primera prueba en el mundial terminó en la decimotercera posición general y en la cuarta posición en la categoría WRC-2.
En 2019 comenzó la temporada en WRC-2 consiguiendó su primer podio en una prueba mundialista al lograr el segundo puesto en el Rally de México, además en este gran premio sumo sus primeros puntos en el Campeonato Mundial de Rally al terminar en la séptima posición de la clasificación general del rally. Consiguió su segundo y último podio de la temporada en el Rally de Turquía en donde también terminó en la segunda posición. Además en esta temporada fue contratado por el Škoda Motorsport para disputar los rallys de Argentina y Chile en la categoría WRC-2 Pro.
Bulacia Wilkinson disputó en 2020 la temporada del WRC-3. Comenzó su temporada disputando y ganando el Rally de México siendo copilotado por el italiano Giovanni Bernacchini, haciendo historia al convertirse en el primer boliviano en ganar una prueba en alguna de las categorías que integran el Campeonato Mundial de Rally. A partir del Rally de Estonia en el que terminó en la cuarta posición, Bulacia fue copilotado por el argentino Marcelo Der Ohannesian. Volvió a subirse al podio en el Rally de Turquía en donde terminó en la segunda posición, gracias a este podio se puso líder del WRC-3, mantuvo el liderato en el Rally de Cerdeña, en el que a pesar de tener varios problemas durante el rally, terminó en la tercera posición. En la última prueba de la temporada en Monza, Bulacia Wilkinson tuvo varios contratiempos que lo hicieron perder posiciones pero pudo remontar y terminar el rally en la sexta posición. El sexto puesto le permitió a Bulacia Wilkinson terminar la temporada como subcampeón mundial del WRC-3, logrando así el mayor hito de su carrera deportiva.
En 2021, Bulacia Wilkinson competira junto al noruego Andreas Mikkelsen en WRC-2 con el Toksport WRT recibiendo apoyo oficial de Škoda Motorsport.

## Victorias

### Victorias en el WRC-3
| # | Rally                        | Temp. | Copiloto             | Auto          |
| - | ---------------------------- | ----- | -------------------- | ------------- |
| 1 | 17.º Rally Guanajuato México | 2020  | Giovanni Bernacchini | Citroën C3 R5 |

## Resultados

### Campeonato Mundial de Rally
| Año  | Equipo                  | Coche                  | 1       | 2      | 3      | 4       | 5       | 6      | 7       | 8      | 9       | 10     | 11      | 12     | 13      | 14    | Pos. | Puntos |
| ---- | ----------------------- | ---------------------- | ------- | ------ | ------ | ------- | ------- | ------ | ------- | ------ | ------- | ------ | ------- | ------ | ------- | ----- | ---- | ------ |
| 2018 | Marco Bulacia Wilkinson | Ford Fiesta R5         | MON     | SWE    | MEX 13 | FRA     | ARG Ret | POR    | ITA     | FIN    | GER     | TUR    |         |        |         |       | -    | 0      |
| 2018 | Marco Bulacia Wilkinson | Škoda Fabia R5         |         |        |        |         |         |        |         |        |         |        | GBR 18  | ESP 50 | AUS     |       | -    | 0      |
| 2019 | Marco Bulacia Wilkinson | Škoda Fabia R5         | MON     | SWE    | MEX 7  | FRA     |         |        | POR     | ITA 14 | FIN     | GER    | TUR 13  | GBR 15 | ESP Ret | AUS C | 17.º | 6      |
| 2019 | Škoda Motorsport        | Škoda Fabia R5         |         |        |        |         | ARG Ret | CHL 15 |         |        |         |        |         |        |         |       | 17.º | 6      |
| 2020 | Marco Bulacia Wilkinson | Citroën C3 R5          | MON     | SWE    | MEX 8  | EST 14  | TUR 10  | ITA 11 | MNZ 16  |        |         |        |         |        |         |       | 20.º | 5      |
| 2021 | Toksport WRT            | Škoda Fabia Rally2 Evo | MON 15  | ART    | CRO 12 | POR 12  | ITA 10  | SAF WD | EST 11  | BEL    | GRE 10  | FIN    | ESP Ret | MNZ 60 |         |       | 29.º | 2      |
| 2022 | Toksport WRT 2          | Škoda Fabia Rally2 Evo | MON Ret | SWE 33 | CRO    | POR Ret | ITA 27  | SAF    | EST Ret | FIN    | BEL 21  | GRE    | NZL     | ESP    | JPN     |       | -    | 0      |
| 2023 | Toksport WRT 2          | Škoda Fabia RS Rally2  | MON 16  | SWE 13 | MEX    | CRO     | POR 11  |        |         |        |         |        |         |        |         |       | -    | 0      |
| 2023 | Toksport WRT            | Škoda Fabia RS Rally2  |         |        |        |         |         | ITA    | SAF     | EST 12 | FIN Ret | GRE 31 | CHL Ret | EUR    | JPN     |       | -    | 0      |
| 2024 | Marco Bulacia Wilkinson | Citroën C3 Rally2      | MON     | SWE    | SAF    | CRO     | POR Ret |        | POL     | LAT    | FIN     | GRE    | CHL     | EUR    | JPN     |       | -    | 0      |
| 2024 | Marco Bulacia Wilkinson | Škoda Fabia RS Rally2  |         |        |        |         |         | ITA 51 |         |        |         |        |         |        |         |       | -    | 0      |
| 2025 | Marco Bulacia Wilkinson | Toyota GR Yaris Rally2 | MON     | SWE    | SAF    | ESP     | POR     | ITA    | GRE     | EST    | FIN     | PAR    | CHL     | EUR    | JPN     | SAU   | -.º  | -      |

### WRC-2 Pro
| Año  | Equipo           | Coche          | 1   | 2   | 3   | 4   | 5       | 6     | 7   | 8   | 9   | 10  | 11  | 12  | 13  | 14    | Pos. | Puntos |
| ---- | ---------------- | -------------- | --- | --- | --- | --- | ------- | ----- | --- | --- | --- | --- | --- | --- | --- | ----- | ---- | ------ |
| 2019 | Škoda Motorsport | Škoda Fabia R5 | MON | SWE | MEX | FRA | ARG Ret | CHL 4 | POR | ITA | FIN | GER | TUR | GBR | ESP | AUS C | 7.º  | 12     |

### WRC-2
| Año  | Equipo                  | Coche                  | 1       | 2      | 3     | 4       | 5       | 6      | 7       | 8     | 9       | 10     | 11      | 12     | 13      | 14    | Pos. | Puntos |
| ---- | ----------------------- | ---------------------- | ------- | ------ | ----- | ------- | ------- | ------ | ------- | ----- | ------- | ------ | ------- | ------ | ------- | ----- | ---- | ------ |
| 2018 | Marco Bulacia Wilkinson | Ford Fiesta R5         | MON     | SWE    | MEX 4 | FRA     | ARG Ret | POR    | ITA     | FIN   | GER     | TUR    |         |        |         |       | 27.º | 14     |
| 2018 | Marco Bulacia Wilkinson | Škoda Fabia R5         |         |        |       |         |         |        |         |       |         |        | GBR 9   | ESP 18 | AUS     |       | 27.º | 14     |
| 2019 | Marco Bulacia Wilkinson | Škoda Fabia R5         | MON     | SWE    | MEX 2 | FRA     | ARG     | CHL    | POR     | ITA 4 | FIN     | GER    | TUR 2   | GBR 4  | ESP Ret | AUS C | 7.º  | 60     |
| 2021 | Toksport WRT            | Škoda Fabia Rally2 Evo | MON 4   | ART    | CRO 3 | POR 6   | ITA 3   | SAF WD | EST 3   | BEL   | GRE 2   | FIN    | ESP     | MNZ 4  |         |       | 4.º  | 107    |
| 2022 | Toksport WRT 2          | Škoda Fabia Rally2 Evo | MON Ret | SWE 15 | CRO   | POR Ret | ITA 19  | SAF    | EST Ret | FIN   | BEL 11  | GRE    | NZL     | ESP    | JPN     |       | -    | 0      |
| 2023 | Toksport WRT 2          | Škoda Fabia RS Rally2  | MON 7   | SWE 5  | MEX   | CRO     | POR 6   |        |         |       |         |        |         |        |         |       | 14.º | 36     |
| 2023 | Toksport WRT            | Škoda Fabia RS Rally2  |         |        |       |         |         | ITA    | SAF     | EST 4 | FIN Ret | GRE 12 | CHL Ret | EUR    | JPN     |       | 14.º | 36     |
| 2024 | Marco Bulacia Wilkinson | Citroën C3 Rally2      | MON     | SWE    | SAF   | CRO     | POR Ret |        | POL     | LAT   | FIN     | GRE    | CHL     | EUR    | JPN     |       | -    | 0      |
| 2024 | Marco Bulacia Wilkinson | Škoda Fabia RS Rally2  |         |        |       |         |         | ITA 26 |         |       |         |        |         |        |         |       | -    | 0      |
| 2025 | Marco Bulacia Wilkinson | Toyota GR Yaris Rally2 | MON     | SWE    | SAF   | ESP     | POR     | ITA    | GRE     | EST   | FIN     | PAR    | CHL     | EUR    | JPN     | SAU   | -.º  | -      |

### WRC-3
| Año  | Equipo                  | Coche         | 1   | 2   | 3     | 4     | 5     | 6     | 7     | Pos. | Puntos |
| ---- | ----------------------- | ------------- | --- | --- | ----- | ----- | ----- | ----- | ----- | ---- | ------ |
| 2020 | Marco Bulacia Wilkinson | Citroën C3 R5 | MON | SWE | MEX 1 | EST 4 | TUR 2 | ITA 3 | MNZ 6 | 2.º  | 78     |